# 蒙萨佩
蒙萨佩（法語：Montsapey，法語發音：[mɔ̃sapɛ]）是法国萨瓦省的一个市镇，属于圣让德莫里耶讷区。

## 地理
蒙萨佩（45°31'23"N, 6°20'19"E）面积26.36 平方千米，位于法国奥弗涅-罗讷-阿尔卑斯大区萨瓦省，该省份为法国东部省份，历史上为薩伏依的一部分，北起上萨瓦省，西接伊泽尔省和安省，南部和东部与上阿尔卑斯省和意大利接壤。
与蒙萨佩接壤的市镇（或旧市镇、城区）包括：阿让蒂讷、拉莱谢尔、伊泽尔河畔圣保罗、瓦勒达尔克。

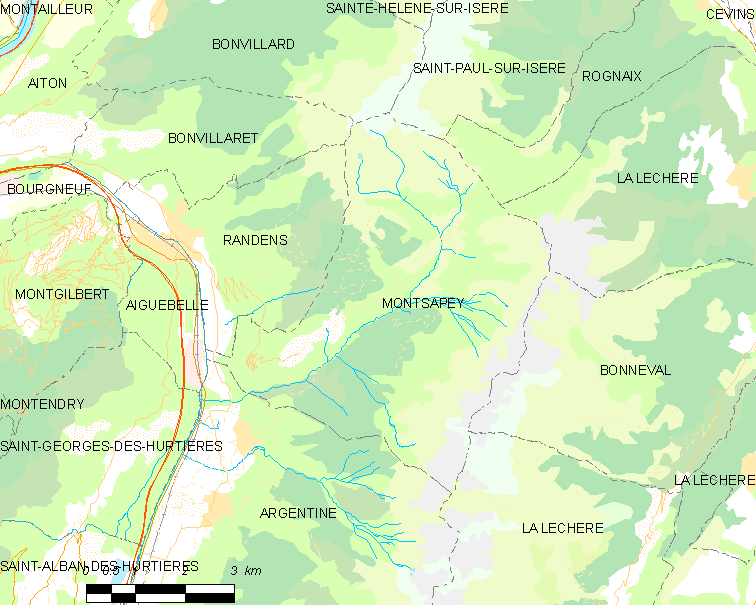
蒙萨佩的OSM定位图

蒙萨佩的时区为UTC+01:00、UTC+02:00（夏令时）。

## 行政
蒙萨佩的邮政编码为73220，INSEE市镇编码为73175。

## 政治
蒙萨佩所属的省级选区为圣皮埃尔达尔比尼县。

## 人口

1962-2008年间蒙萨佩人口变化图示

蒙萨佩于2022年1月1日时的人口数量为83人。